# La Charge infernale
Pour plus de détails, voir Fiche technique et Distribution.
La Charge infernale (Carne de horca) est un film d'aventures historiques hispano-italien réalisé par Ladislas Vajda et sorti en 1953.

## Synopsis
Juan Pablo, le fils d'un riche propriétaire terrien qui a perdu tout son argent au jeu, planifie le faux enlèvement de son père pour récupérer la rançon et accuser El Lucero, un célèbre bandit de la Sierra de Ronda, d'être à l'origine de ce méfait. Juan Pablo se venge alors et suit la piste des bandits, mais, ironie du sort, il se retrouve accusé de meurtre et rejoint la bande d'El Lucero lui-même, où il est mis à l'épreuve.
Juan Pablo découvre que les bandits savent quelles diligences attaquer car ils ont un contact dans la ville de Ronda, un homme important. En suivant l'un de ses messagers, il découvre que le traître n'est autre que le père de son ancienne petite amie. Il est découvert et doit se réfugier en terre sainte, où il raconte toute la vérité au prêtre, qui le croit et lui donne rendez-vous avec le capitaine dont la mission est de mettre fin à l'activité des bandits. L'armée fait une descente dans la cachette des bandits, mais El Lucero réussit à s'enfuir dans un petit village qui était autrefois pillé et terrorisé par sa bande. Cette fois, sans la protection de ses hommes de main, El Lucero paie pour ses crimes et se fait lyncher par les villageois.

## Fiche technique
- Titre français  : La Charge infernale[1]
- Titre original espagnol : Carne de horca[2],[3]
- Réalisateur : Ladislas Vajda
- Scénario : Rafael García Serrano, José María Sánchez Silva
- Photographie : Otello Martelli, Eloy Mella
- Montage : Otello Colangeli, Julio Peña (es)
- Musique : José Muñoz Molleda (es), María Dolores Pradera
- Décors : Luigi D'Andria, Antonio Simont
- Costumes : Ricardo Summers
- Production : José Ferrer Orlandini, Vicente Sempere
- Société de production : Chamartín Producciones y Distribuciones, Falco Film
- Pays de production :  Espagne -  Italie
- Langue originale : espagnol
- Format : Noir et blanc - 1,37:1 - Son mono - 35 mm
- Durée : 93 minutes
- Genre : Aventures historiques
- Dates de sortie :
  - Espagne : 27 septembre 1953 (Festival de Saint-Sébastien 1953) ; 8 octobre 1953 (Madrid)
  - Belgique : 8 juillet 1955
  - France : 15 juillet 1955

## Distribution
- Rossano Brazzi : Juan Pablo de Osuna
- Fosco Giachetti : Lucero
- Emma Penella : Consuelo
- José Nieto : Chiclanero
- Félix Dafauce : Joaquín de las Hoces
- Francisco Arenzana : Novato
- Alessandro Fersen : Vargas
- Aldo Silvani : Padre de Flores
- Evar Maran : Flores
- Arturo Bragaglia : Párroco
- Gondrano Trucchi : Timoteo
- Luis Prendes : Tomás

## Accueil critique
Contrairement aux romances de ciego (es) qui romantise la vie des bandits, le film se veut un portrait authentique des bandits de la Sierra de Ronda. Une partie des scènes ont été tournées à Antequera (Malaga). Le film illustre le contraste entre les régions montagnardes paisibles aux Villages blancs ensanglantés par le banditisme. Ce film d'aventures au rythme soutenu est considéré comme un classique du cinéma espagnol.